# Hourstonius pele
Hourstonius pele är en kräftdjursart som först beskrevs av J. L. Barnard 1970.  Hourstonius pele ingår i släktet Hourstonius och familjen Amphilochidae. Inga underarter finns listade i Catalogue of Life.